# Route européenne 401
Pour les articles homonymes, voir E401 et Route 401.
La route européenne 401 (E401) est une route reliant Saint-Brieuc à Caen (France) en passant par Avranches.

## Tracé

### France
En France, la route européenne 401 relie Saint-Brieuc à Caen en passant par Avranches. Elle se confond avec :
- N 12 de Saint-Brieuc à Lamballe ;
- N 176 de Lamballe à Pontorson en passant par Dinan et Dol-de-Bretagne ;
- N 175 de Pontorson à Avranches ;
- A84 d’Avranches à Caen en passant par Villedieu-les-Poêles.